# オールドバラ
オールドバラ（Aldeburgh 現地ではオールバラ [ˈɔːlbərə] のように発音される）は、イギリスのイースト・アングリア地方、サフォーク州にある海沿いの街である。オールド川に面して位置し、美しい礫浜と新鮮な海産物で知られる。また、ヨットクラブもある。国際的には、作曲家のベンジャミン・ブリテンが中心となって創始したオールドバラ音楽祭が開催される街として有名である。週末を過ごす別荘地として人気があり、住居の約3分の1がセカンドハウスで占められる。特に有名な観光資源としては、21世紀現在でも町議会が開かれているムート・ホール、ナポレオン戦争の時代に築かれたマーテロー塔、ヨットマリーナなどがある。また、地元の名物としてフィッシュ・アンド・チップスが有名である。

## 地理
オールドバラは、北海に面した海沿いで、ロンドンの約87マイル (140 km)北東、イプスウィッチの20マイル (32 km)北東、ロウストフトの23マイル (37 km)南に位置する。市街地の真南にあるオールド川は「オーフォード・ネス」という名の細長い礫の砂洲にさえぎられ、オールドバラではなく南西9マイル (14 km)の河口で北海に注ぎ込む。
岸辺は小さい丸石でできた礫浜が広がっており、高潮の時に漁船を引き上げられる箇所がいくつかある。また、2005年には環境保全に優れた浜を表彰する青旗浜と呼ばれる運動から表彰を受けて、狭いオーフォード・ネスの入り口がますます狭くなってしまった。オールドバラの市街地からオーフォード・ネスへ行くには、丸石の転がる土手を南へ向かい、スローデン（Slaughden）という村の跡に立つマーテロー塔と2つのヨットクラブを通り過ぎる道のりをたどるのである。オールドバラは、1953年の北海高潮のときに浸水被害を経験しており、その結果、高潮対策を強化してきた。
市街地は、英国の特別自然景観地域（英語: Area of Outstanding Natural Beauty） (AONB) に指定されたサフォークの海岸とヒースの地域内に位置し、街の周辺には自然保護協会特別指定地区（英語: Sites of Special Scientific Interest）（SSSI）が多い。以下、オールドバラのSSSIを簡単に紹介する。
The Alde-Ore Estuary SSSIオールド川の三角江。近隣のスネイプという集落から河口までが指定されており、塩沼と干潟に棲む生物の宝庫。
The Leiston-Aldeburgh SSSIオールドバラ市街から北へ広がるヒースと沼地の野生生物の生息域。また、ソープネス・メアと呼ばれる地域と王立鳥類保護協会（英語: Royal Society for the Protection of Birds）が管理する野生生物生息域保全地区を含む。
Aldeburgh Brick Pit貝殻の破片でできた砂が広がる窪地で、広さは0.84ヘクタール (2.1エーカー)。サフォークやエセックスなどイングランド沿岸部には独特の"Red Crag"や"Corralline Crag"と呼ばれる土壌があり、当地はその典型例と見なされている。
Aldeburgh Hall Pit広さ0.8ヘクタール (2.0エーカー)の浅い窪地。"Corralline Crag"の典型例であり、イギリスにおける新第三紀の動物相を最もよく表す場所の一つと考えられる。

## 歴史

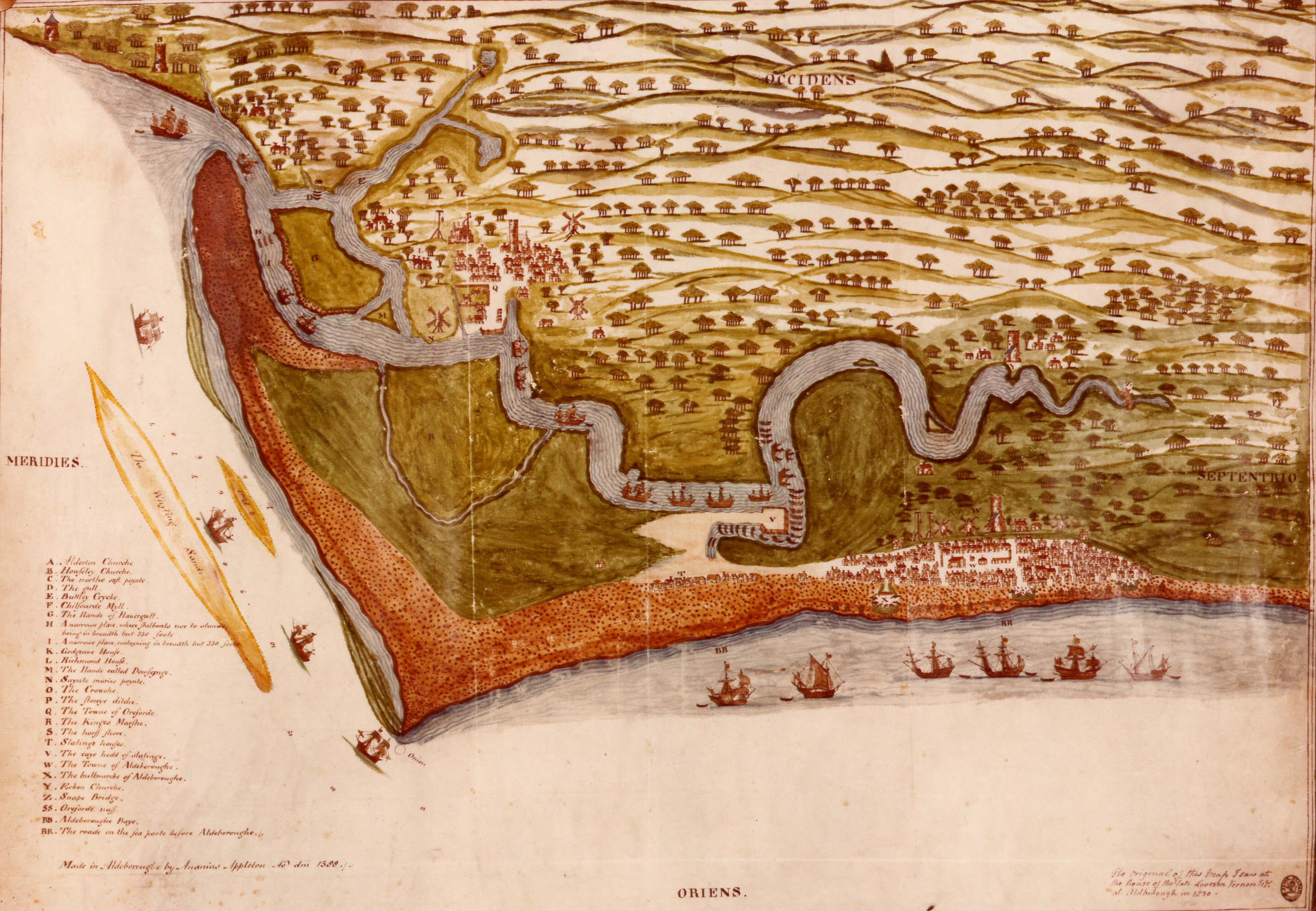
右下の集落がオールドバラ（1588年の地図から抜粋）

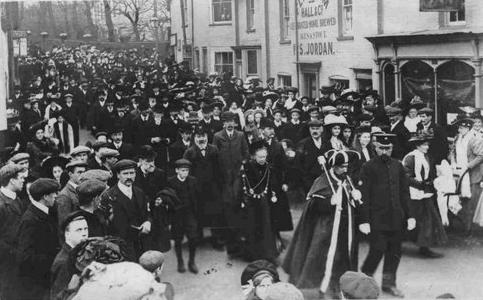
エリザベス・ギャレット＝アンダースン, オールドバラの女性市長, 1908年

オールド・バラ（Alde Burgh）はもともと「古い砦（old fort）」を意味するが、この街の名前の由来となった砦はテューダー朝時代の街並みもろとも、海の中へ沈んでしまった。16世紀、オールドバラはイングランド王国有数の港として、造船業が栄えた。フランシス・ドレイクが所有したガレオン船ゴールデン・ハインド号（元の名前はペリカンと言った）とグレイ・ハウンド号はここで造られたものである。また、ジェームズ1世 (イングランド王)期に北米植民地建設を目的に設立されたロンドン会社の旗艦であった海の冒険号は、オールドバラで1608年に建造されたと考えられている。
オールド川がシルトの堆積によって川底が上昇し大型船の入港に適さなくなってしまってから、当地は衰退した。海沿いのリゾートとしての人気が出る19世紀までは基本的に小さな漁村だった。オールドバラの町並みを特徴付ける風変わりな建物は、その多くがこの19世紀に建てられたものである。なお、現在のオールド川はヨットクラブやセーリングクラブの基地となっている。また、街には多数の教会がある。聖ペテロ聖パウロ教会は宗教改革以前から存在していたが、現在は国教会所属の教会である。また、聖マリア聖ペテロ教会はカトリックの教会である。
オールドバラの政治史については、特筆すべきことが二点ほどある。
1265年からイングランド議会は、country ごとに2名の騎士を、bourgh ごとに2名の自由民を召喚していたが、選挙により議会へ送る議員を選出する時代になっても古い時代の区割りのまま、人口増減にも対応しない時代が長く続いた。オールドバラには1571年からオールドバラ選挙区が設定されていたが、前述のように16世紀に殷賑を極めたのち、人口の減少を見たので、19世紀には腐敗選挙区となった。1832年の選挙法改正により、オールドバラ選挙区は廃止され、議会に代表を送る権利を失った。
また、オールドバラは、イギリス全土で初めて女性を市長に選んだ町でもある。1908年にイギリス初の女性医師でもあったエリザベス・ギャレット＝アンダースンが市長に選ばれた。彼女の父のニューソン・ギャレットは、元オールドバラ市長（1889年）、スネイプ・モルティングスを建設した地元の実業家でもあった。

## 名所・旧跡
以下、オールドバラ及びその周辺にある村の名所・旧跡を、おおむね建造順に簡単に紹介する。
ムートホールオールドバラのムート・ホールは、1520年頃の建造。1654年に一度改築された。骨組みは木でできている。壁に使われている煉瓦や床に敷き詰められている石は後年のものである。1854年から1855年にかけて、ホールの改修と外階段と切妻壁の再建が行われた。400年以上も町議会の開催に使われ続けており、町役場の書記官のオフィスは今でもこの中にあるが地元の博物館にもなっている。
マーテロー塔四葉のクローバーのような形をしたマーテロー塔は、街からオーフォード・ネスへ行く地峡部にある。ナポレオン軍の侵攻に備えて1808年から1812年の間に建てられた103個の防御塔の中で最大かつもっとも北にあるものである。ボランティアの運営により休日に借りて泊まることもできるようにしている。マーテロー塔は、1936年に水没した漁村スローデンにあった建造物の中で唯一現存するものである。マーテロー塔近傍のスローデン・キーにはわずかに残されたスマック漁船イオニア号の残骸が見える。イオニア号はオールド川の不安定な泥土に乗り上げてしまい、しばらくの間、住居として使われていたが、1974年に焼失した。
グリーンミル砦街の南端に位置する4階建ての風車である。1824年建造、1902年に住居に改装。
オールドバラ救命艇係留所1851年設立のサフォーク難破協会の係留所に由来する救命艇の係留所である。
タンク・トラップスローデン通りの隣に、第二次世界大戦時のタンク・トラップ（「竜の歯」とも呼ばれる）を見ることができる。
帆立貝の彫刻オールドバラの中心部から北へ少し浜辺に離れた場所に立つ彫刻。彫刻につけられている名前 The Scallop とは帆立貝を意味する。この作品はこの浜辺を昼過ぎになるとよく散歩していた作曲家ベンジャミン・ブリテンにささげられた作品であり、サフォークを中心に活動している芸術家マギー・ハンブリングにより2003年11月に作られた。ステンレス鋼製。高さ15フィート (4.6 m)。2つの割れた帆立の貝殻が連なった形をしていて、直立している方には"I hear those voices that will not be drowned"という文字がくりぬかれている。オペラ「ピーター・グライムズ」からの引用である。彫刻を見るだけでなく触れてもよく、これに座って海を眺めてもよい。ソープネス方面から道に沿って進むと、彫刻は全く異なるシルエットを見せ、馬にまたがった騎士などにも見える。彫刻は地元で景観論争を呼び起こし、反対派は浜辺の景観を台無しにすると主張した。彫刻は少なくとも13回、落書きの被害を受け、撤去の請願がなされている一方で、彫刻を支持する請願にも同じくらい多くの署名が集まった。

## 画像集

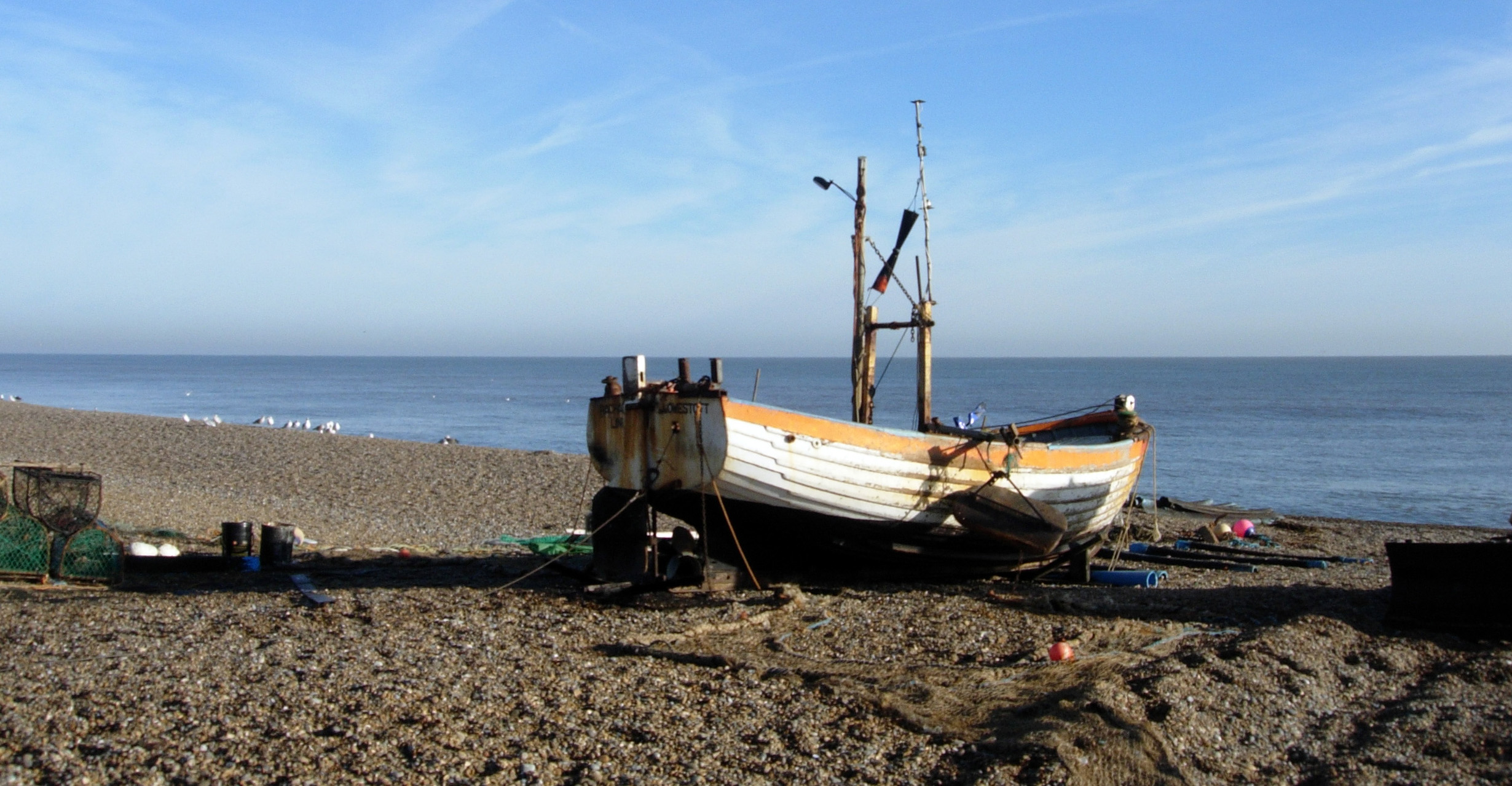
浜辺の風景
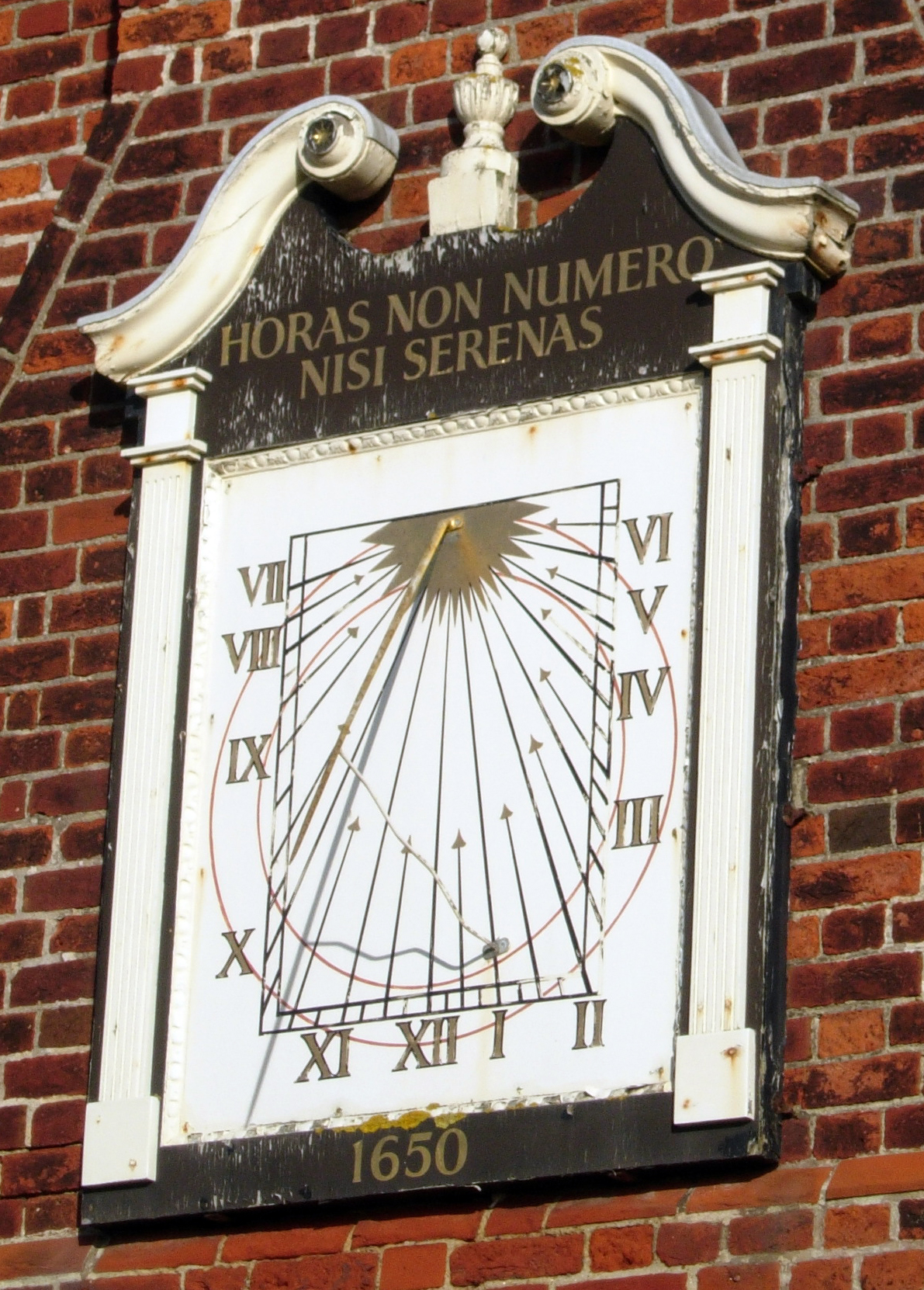
ムートホールの日時計
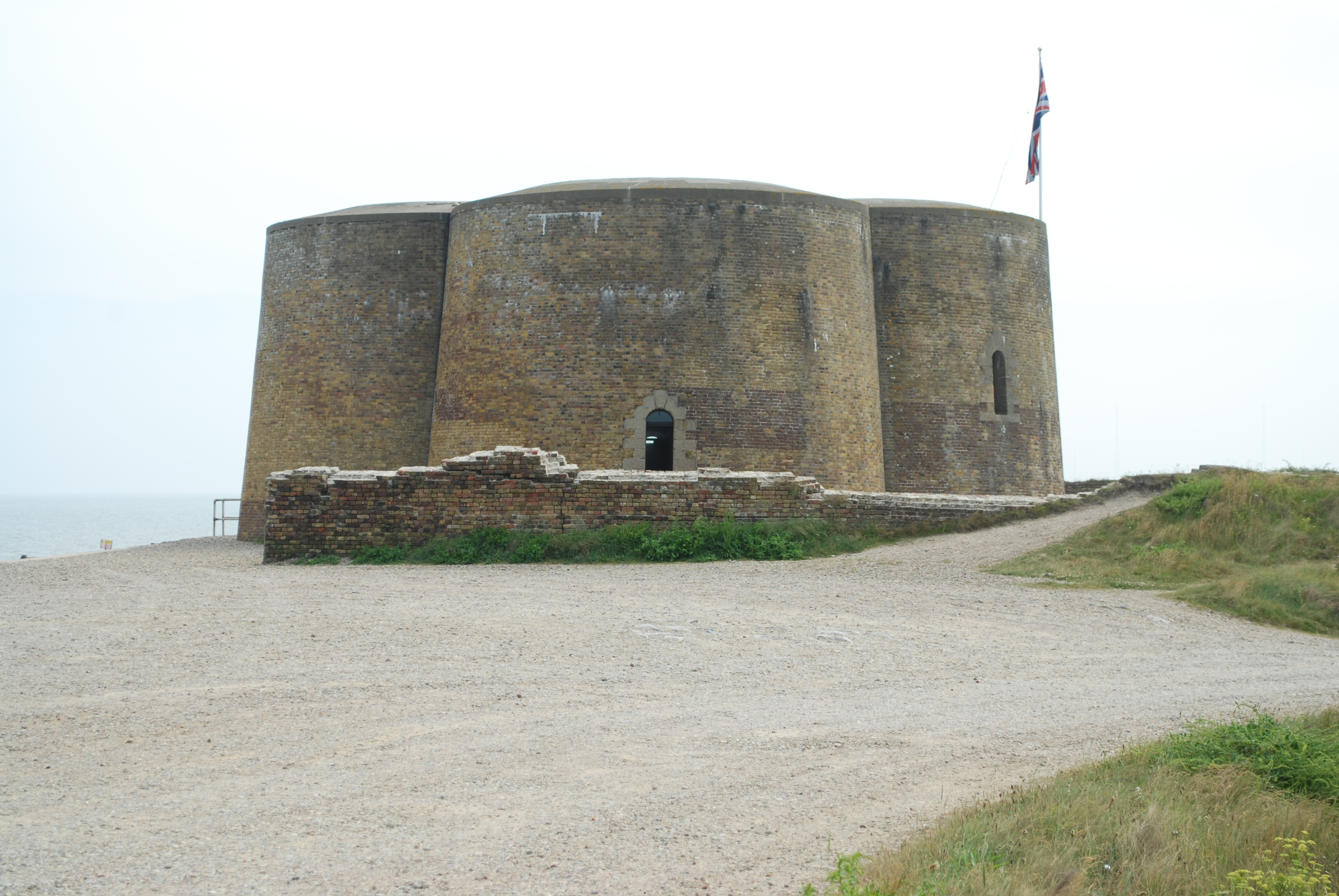
マーテロー塔全景
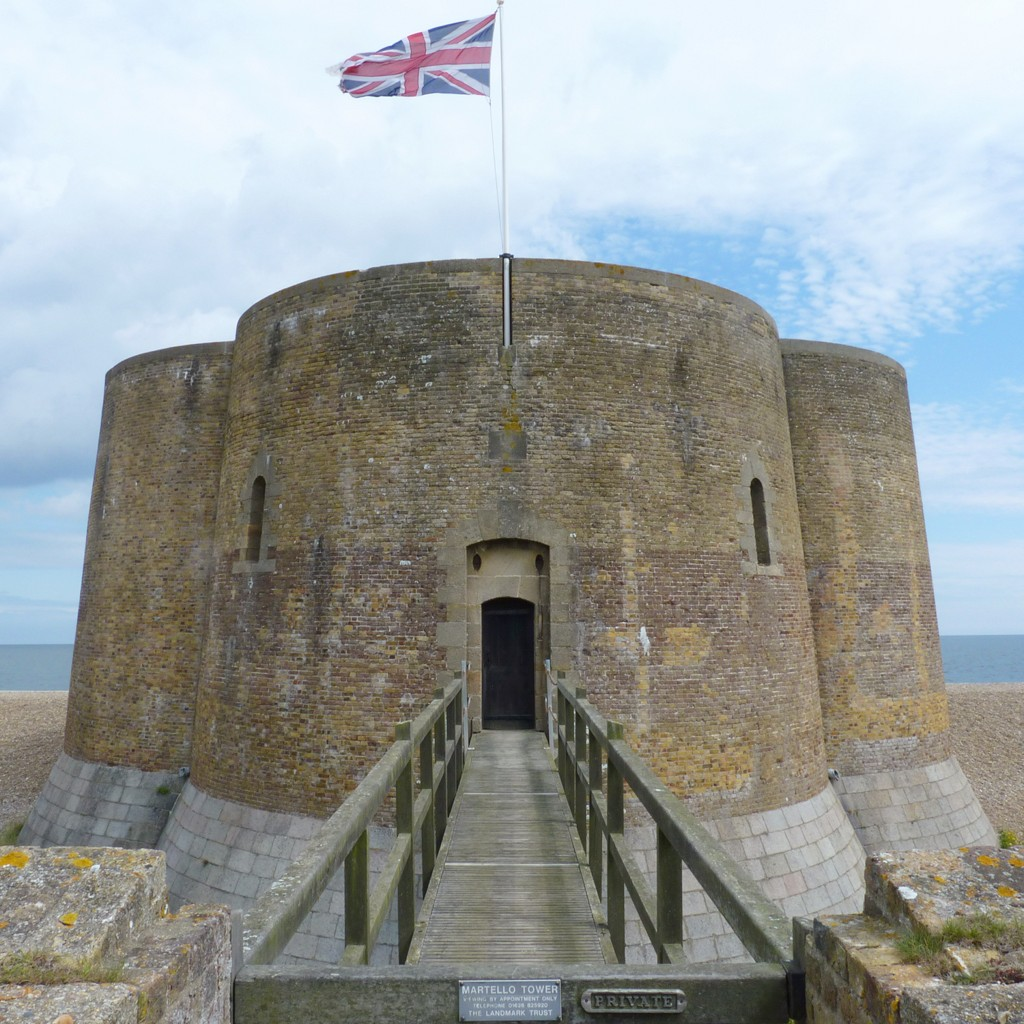
マーテロー塔にかかる橋から見た塔
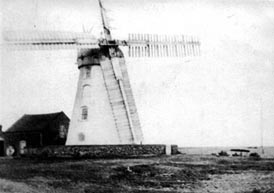
改装前のグリーンミル砦
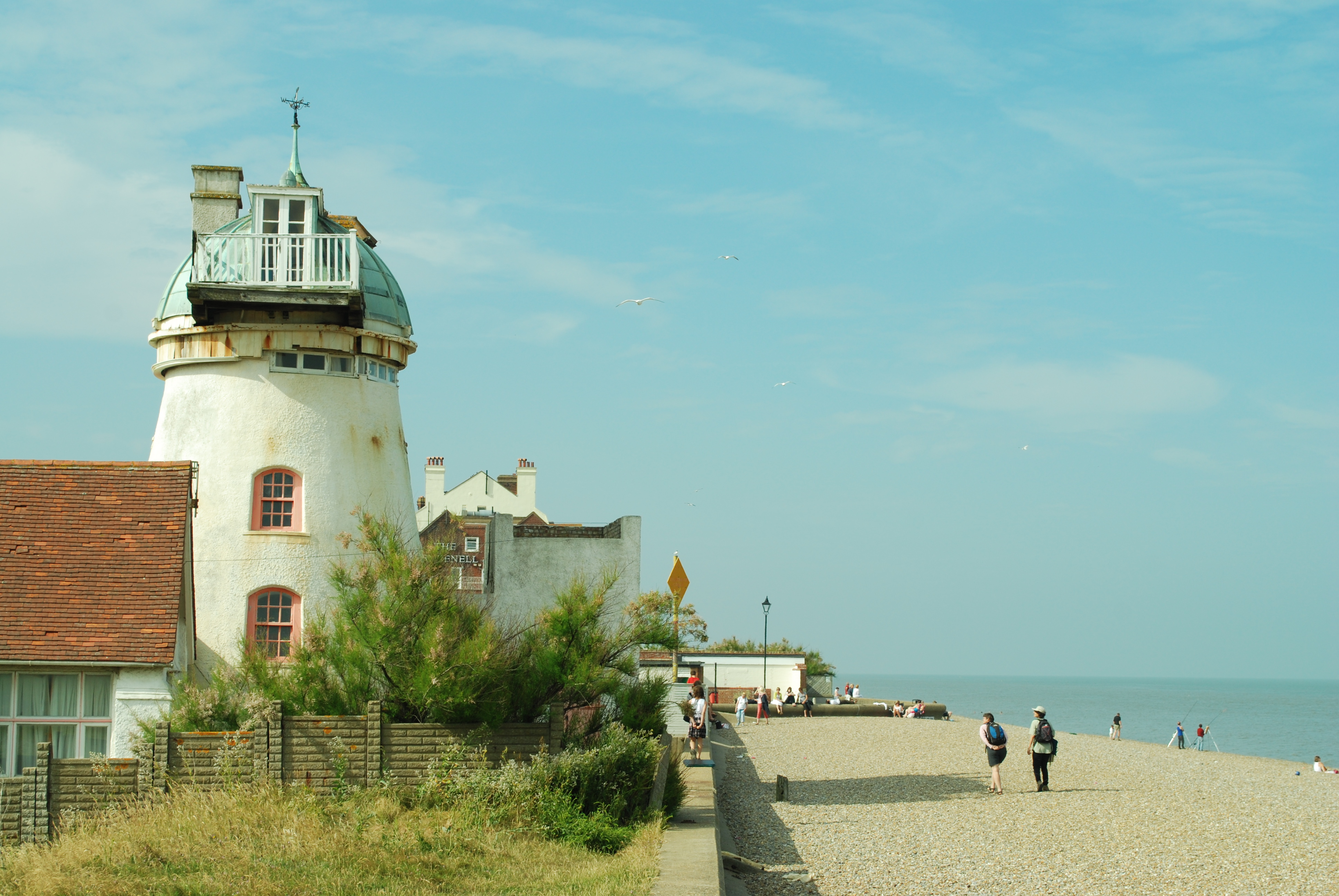
改装後のグリーンミル砦
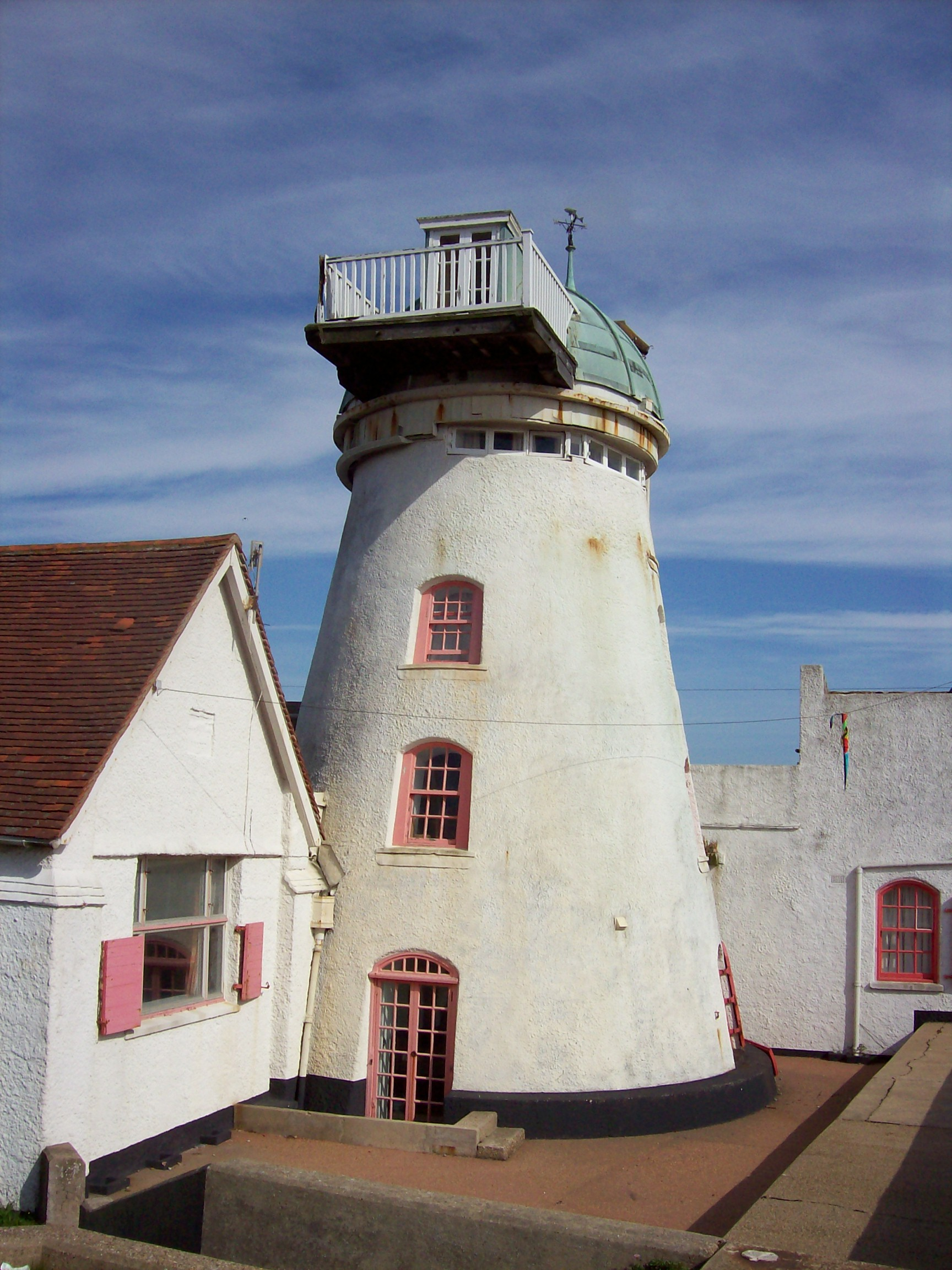
改装後のグリーンミル砦
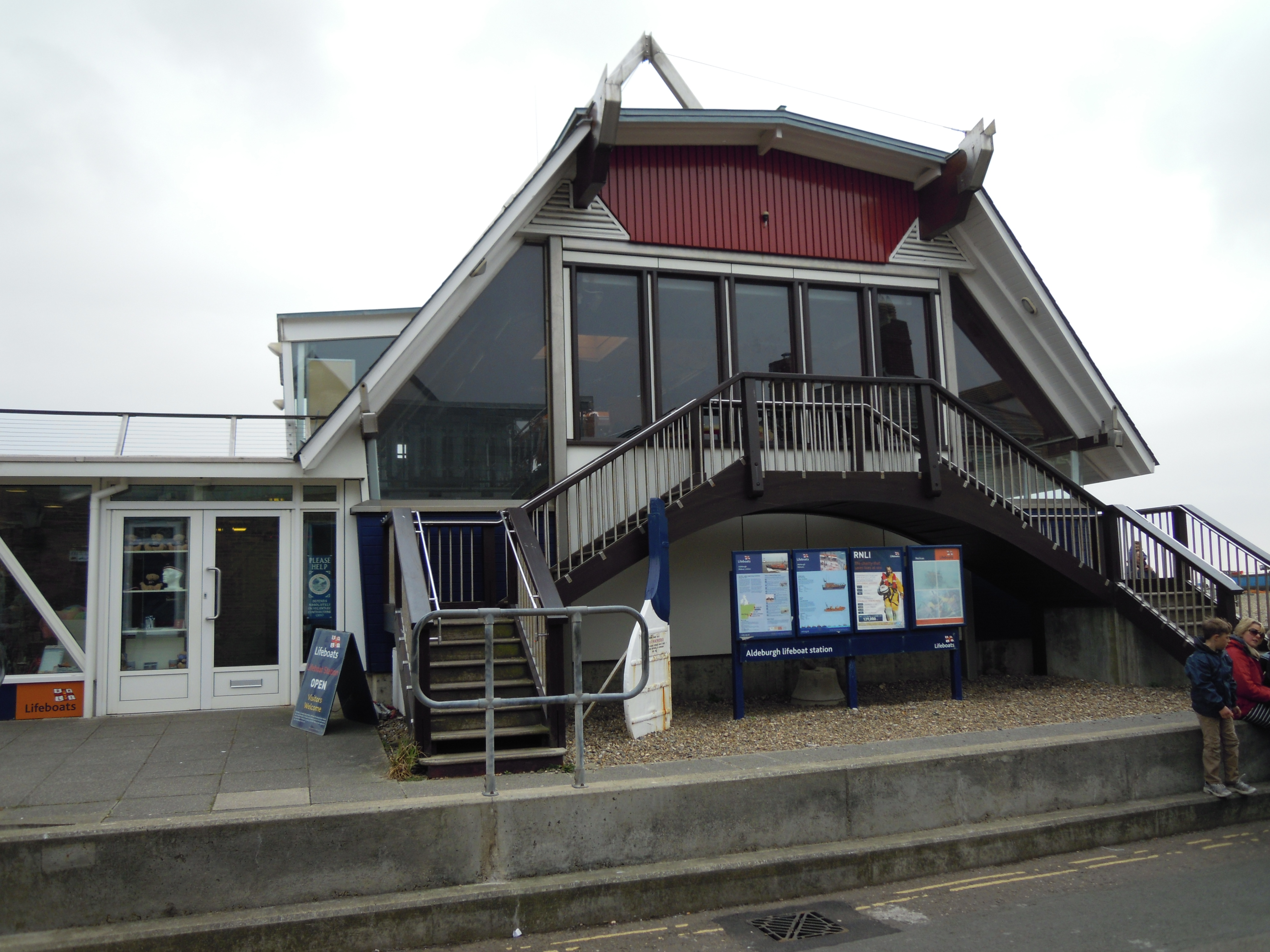
救命艇係留所
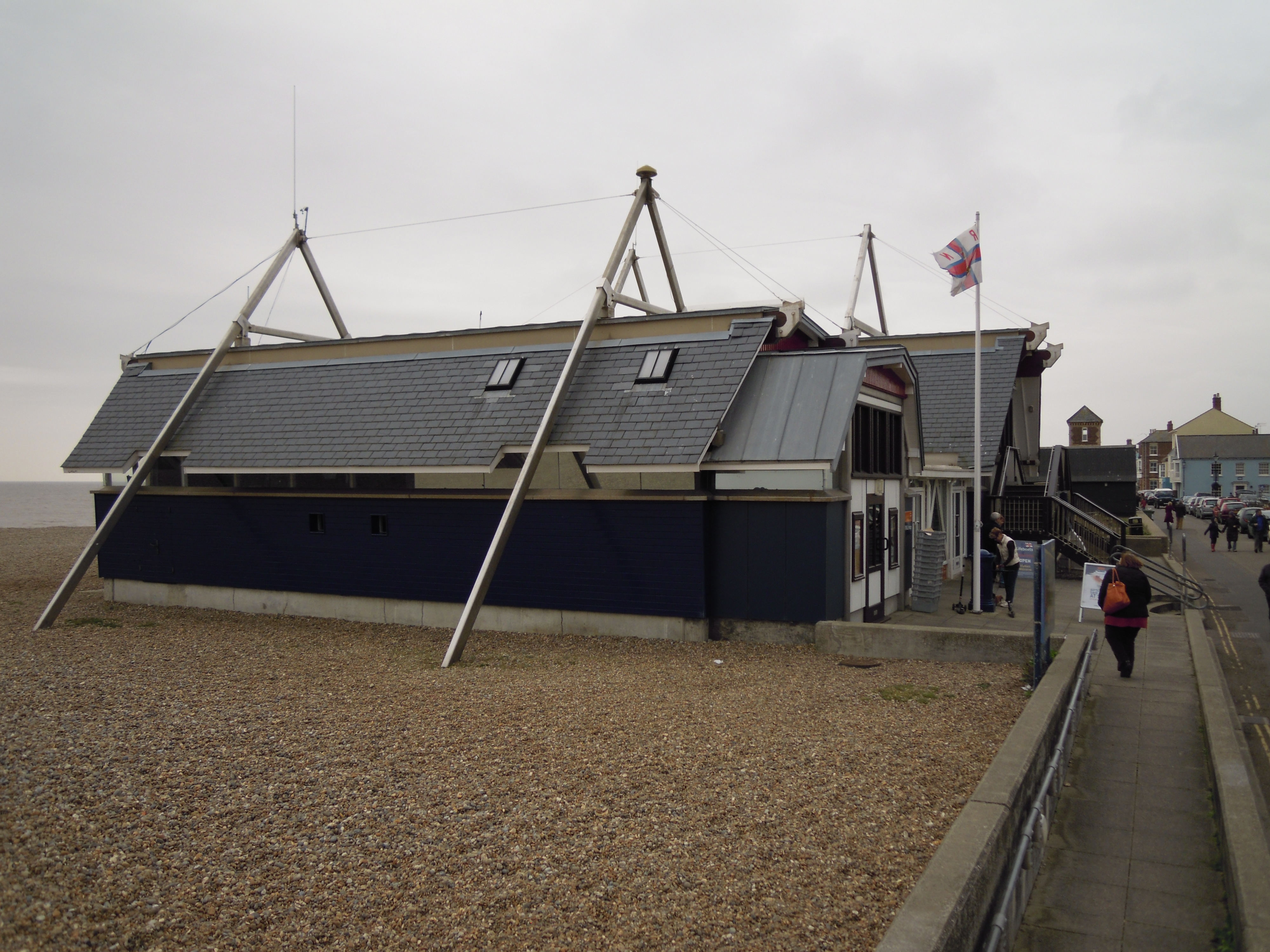
救命艇係留所
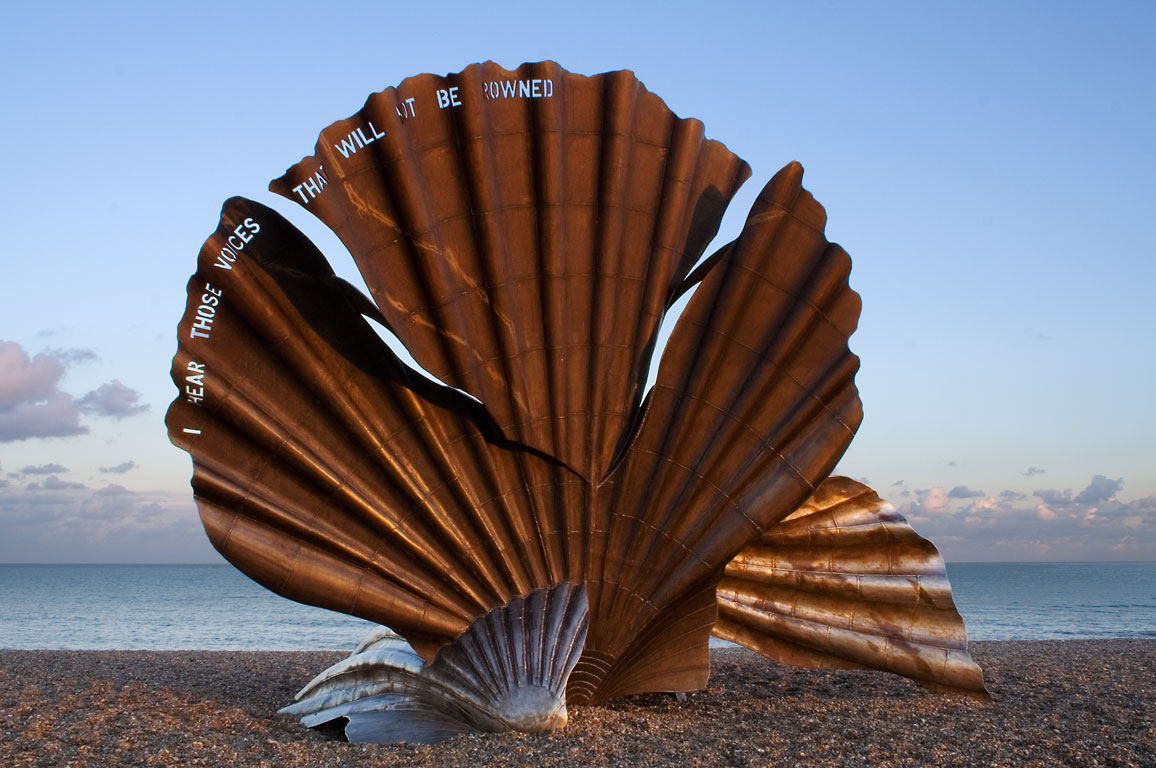
The Scallop(帆立貝の彫刻)
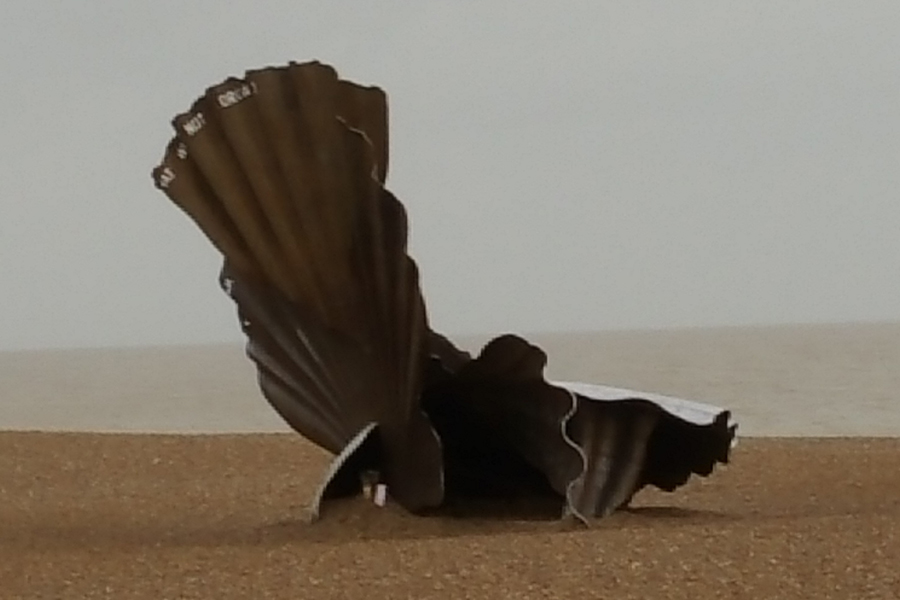
彫刻を異なる角度から撮影。海鳥の飛ぶ姿を連想させる
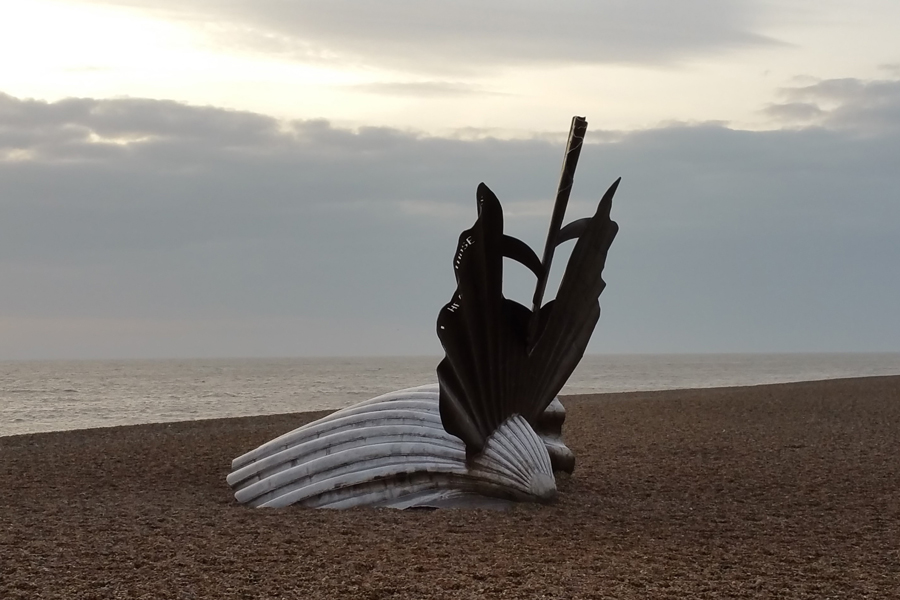
彫刻を異なる角度から撮影。騎士や船に乗った漁師の姿を連想させる